# Holidays
Holidays (bra Holidays) é um filme antológico americano de horror de 2016, composto por uma coleção de curtos filmes de terror subversivos, cada uma inspirada em uma celebração diferente. Os diretores incluem: Kevin Smith, Gary Shore, Adam Egypt Mortimer, Scott Stewart, Nicholas McCarthy, Dennis Widmyer e Kevin Kolsch, Sarah Adina Smith e Anthony Scott Burns.
O filme teve sua estreia mundial no Festival de Cinema de Tribeca em 14 de abril de 2016. Em seguida, foi lançado em vídeo sob demanda em 15 de Abril de 2016, antes de um lançamento limitado em 22 de Abril de 2016, pela Vertical Entretenimento.

## Segmentos

### Dia dos Namorados
Escrito e dirigido por Kevin Kölsch & Dennis Widmyer, estrelado por Madeleine Coghlan, Savannah Kennick e Rick Peters.
Uma adolescente com uma queda por seu treinador de ginásio é intimidada pelo resto de suas colegas, mas um gesto inocente de Dia dos Namorados à conduz a resultados terríveis.

### Dia de São Patrício
Escrito e dirigido por Gary Shore, estrelado por Ruth Bradley, Peter Campion e Isolt McCaffrey.
Uma nova professora descobre a verdade assustadora sobre as cobras lendárias de São Patrício. Uma estudante faz o seu desejo mais profundo se tornar realidade, com uma torção doentia.

### Páscoa
Escrito e dirigido por Nicholas McCarthy, estrelado por Ava Acres, Petra Wright e Mark Steger.
Uma jovem garota fica chocada ao acordar e ver o coelhinho da Páscoa chegando.

### Dia das Mães
Escrito e dirigido por Sarah Adina Smith, estrelado por Sophie Traub, Aleksa Palladino, Sheila Vand, Jennifer Lafleur e Sonja Kinski.
Uma mulher que não consegue parar de ficar grávida encontra-se envolvida com um grupo de bruxas, após ter participado de um ritual macabro.

### Dia dos Pais
Escrito e dirigido por Anthony Scott Burns), estrelado por Jocelin Donahue, Michael Gross e Jana Karan.
Um professor recebe uma fita cassete misteriosa de seu pai há muito tempo distante que o leva a um mistério mais escuro. A resposta para o porque de seu desaparecimento pode não ser o que ele esperava.

### Halloween
Escrito e dirigido por Kevin Smith, estrelado por Ashley Greene, Olivia Roush, Harley Quinn Smith, Harley Morenstein e Shelby Kemper.
Um homem executando um negócio de vídeos sexuais pela internet encontra-se em apuros quando ele cruza seus funcionários no Halloween.

### Natal
Escrito e dirigido por Scott Stewart, estrelado por Seth Green, Clare Grant, Kalos Cluff, John C. Johnson, Shawn Parsons, Michael Sun Lee, Wes Robertson, Karina Noelle, Scott Stewart e Richard DiLorenzo.
Um homem ultrapassa seus limites para obter um dispositivo de realidade virtual para o seu filho no Natal, mas encontra-se assombrado por ele.

### Véspera de Ano Novo
Escrito por Kevin Kölsch e Dennis Widmyer; dirigido por Adam Egito Mortimer e estrelado por Lorenza Izzo, Andrew Bowen, e Megan Duffy
Um jovem perturbado descobre que data de seu Ano Novo pode ser tão torcida.

## Produção
O projeto originou-se com John Hegeman em sua Distant Corners Entertainment. Tim Connors e Adam Egypt Mortimer também são os produtores, assim como Kyle Franke e Aram Tertzakian da XYZ Films. Os produtores executivos são Andrew Barrer, Gabriel Ferrari, Nate Bolotin e Nick Spicer da XYZ.

## Lançamento
O filme teve sua estreia mundial no Festival de Cinema de Tribeca em 14 de abril de 2016. Anteriormente, a Vertical Entretenimento e XYZ Films adquiriram os direitos de distribuição mundial. O filme foi lançado em 15 de abril de 2016, através de demanda antes de um lançamento limitado em 22 de abril de 2016.